# Andy Stanfield
Pour les articles homonymes, voir Stanfield.
Andrew William "Andy" Stanfield  (né le 29 décembre 1927 et décédé le 15 juin 1985) est un ancien athlète américain.

## Jeux olympiques
- Jeux olympiques d'été de 1952 à Helsinki  Finlande:
  -  Médaille d'or sur 200 m.
  -  Médaille d'or en relais 4 × 100 m.
- Jeux olympiques d'été de 1956 à Melbourne  Australie:
  -  Médaille d'argent sur 200 m.